# Climat de la Suisse

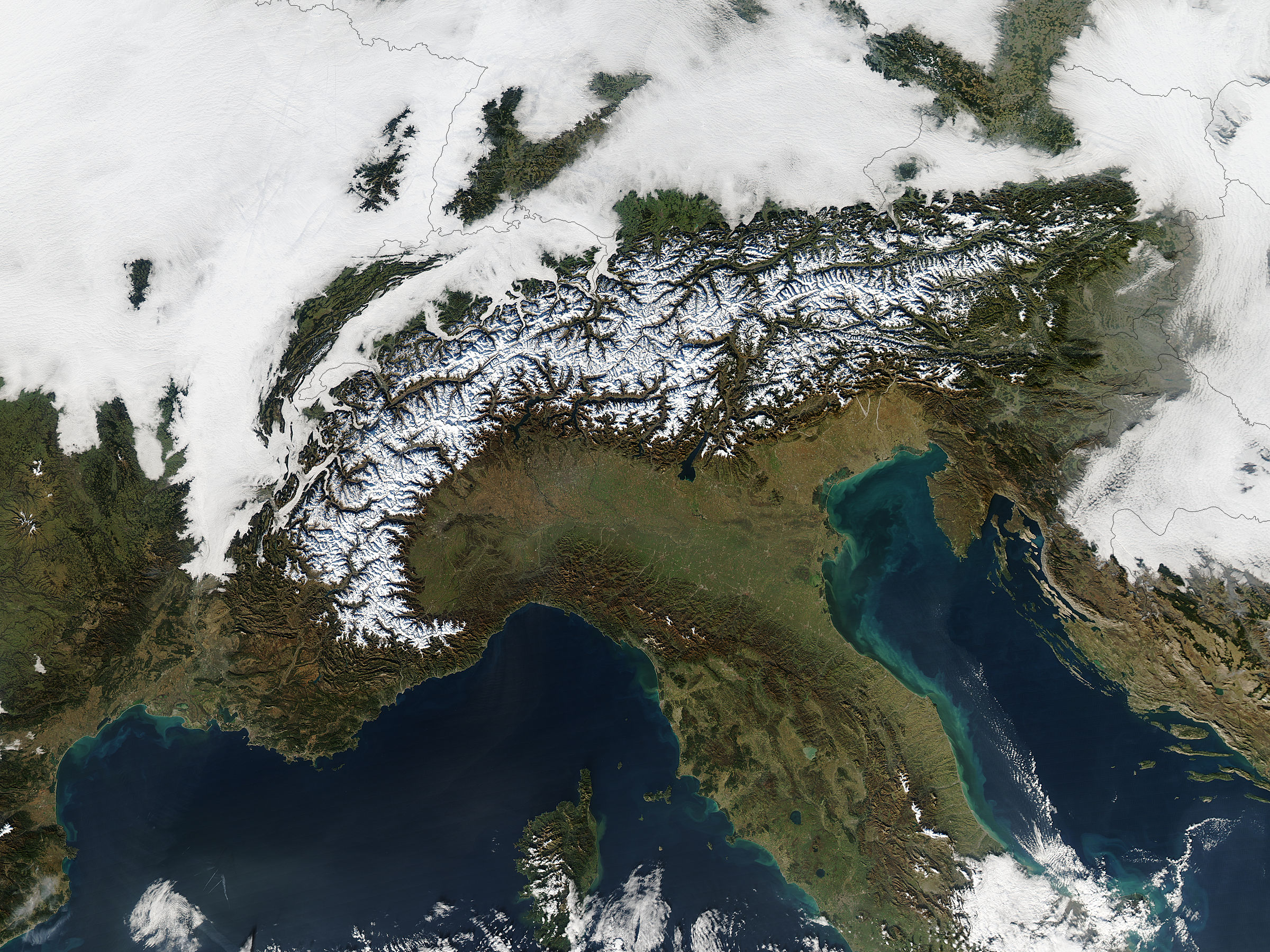
Vue satellite des Alpes en hiver.

Le climat de la Suisse n'est pas uniforme sur l'ensemble du territoire. Le relief du pays marque le climat. En effet, des régions de la Suisse sont montagneuses, d'autres se trouvent dans le Moyen-Pays. De plus le pays s'étend en majorité sur le versant nord des Alpes, mais aussi sur les Alpes internes et sur le versant sud.
L'année 2018 est la plus chaude jamais enregistrée jusqu'alors.

## Situation générale
En hiver, le climat de la Suisse est globalement influencé par les conditions météorologiques présentes sur l'Atlantique Nord et la Mer du Nord. Il arrive que des masses d'air de hautes pressions se formant sur le nord-est de l'Europe et sur l'ouest de la Russie viennent perturber ces influences océaniques, au cours du semestre hivernal. La présence de ces hautes pressions, venues de l'est, donne un air plus froid et sec qu'habituellement. Pendant le semestre d'été, les Alpes ne subissent pas ou peu cette influence océanique, le climat est alors très semblable à celui présent dans la partie ouest de la mer Méditerranée

## Influence de l'arc alpin
Les Alpes forment une barrière climatique d'environ 200 km à une altitude moyenne de 2 500 m et des sommets à plus de 4 000 m. Au nord du massif l'influence océanique joue un rôle modérateur sur les températures : rafraîchissement en été et réchauffement en hiver. Au sud, le climat subtropical humide prédomine : un climat tempéré sans saison sèche avec des étés chauds. Ainsi, il peut exister des différences de températures assez prononcées entre les versants sud et nord du massif. De plus, les vallées alpines intérieures sont protégées des précipitations venant du nord comme du sud, il existe donc des micro-climats secs dans ces vallées, on peut citer le Valais central ou l'Engadine.
|                                                                             |  |  |
| Les portails nord et sud du tunnel de base du Gothard un même jour d'avril. |  |  |

## Neige
Les précipitations tombent sous forme de neige si les températures sont suffisamment basses, la température variant notamment avec l'altitude. Dans les Alpes suisses, à une altitude supérieure à 2 000 m, la neige représente en moyenne plus de 70 % des précipitations, à 1 500 m presque 45 % et à 500 m environ 15 %. Une fois la neige tombée, elle peut rester au sol pendant de longues périodes, ainsi de vastes zones de la Suisse restent pendant de nombreux mois sous la neige. L'épaisseur de neige est variable selon la saison, l'altitude, l'exposition vis-à-vis du rayonnement solaire. Elle est donc sensiblement différente d'un endroit à un autre.

## Vents
Sur le plateau les vents dominants proviennent du sud-ouest et de l'ouest.

### Fœhn

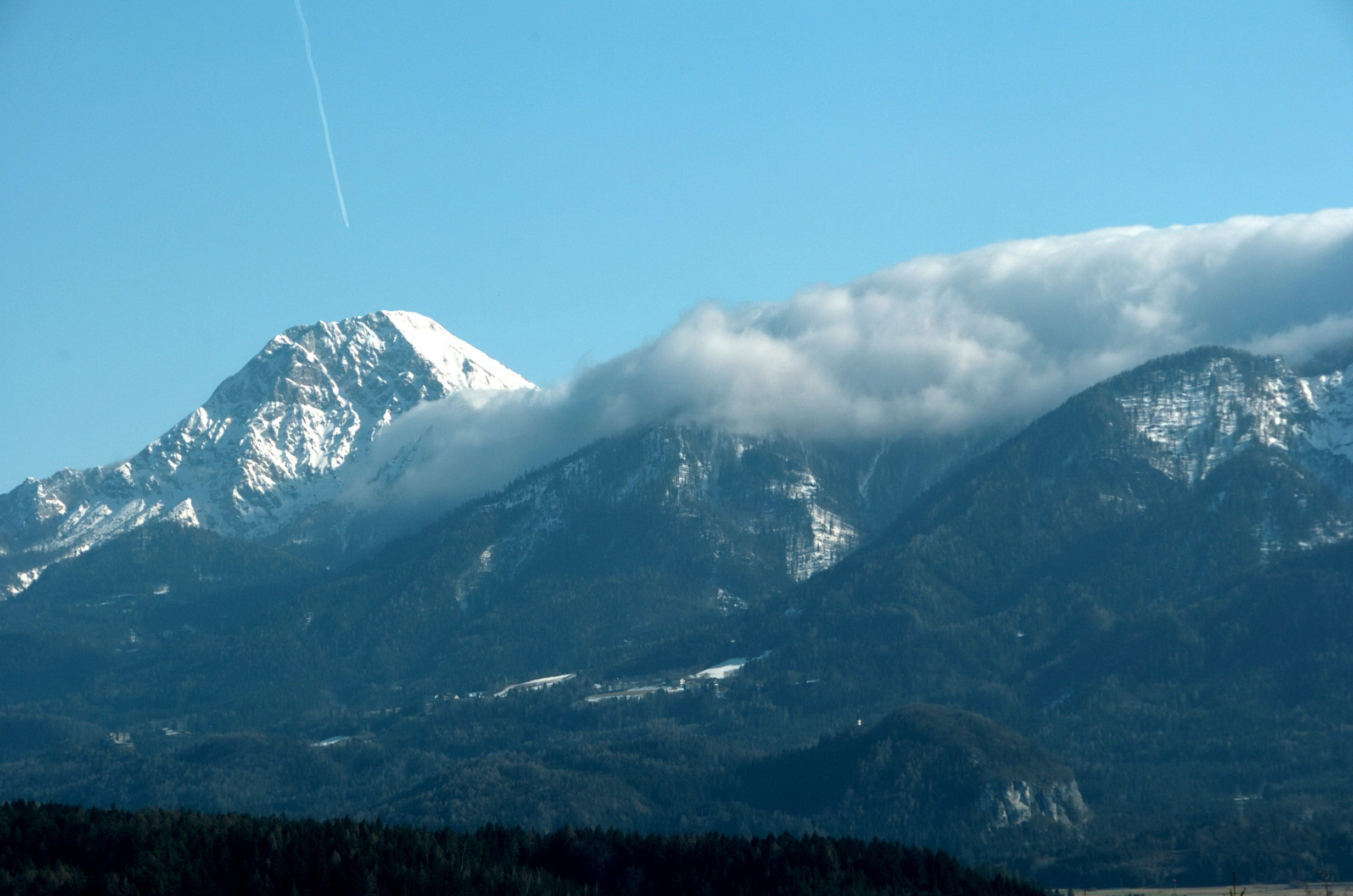
Effet de fœhn sur les Alpes autrichiennes.

Le fœhn est un vent chaud généralement axé du sud vers le nord. Il se produit quand une haute pression est installée sur l'Italie ou les Balkans et qu'une dépression passe au-dessus du nord-ouest de l'Europe. De l'air doux et humide s'élève sur les versants sud des Alpes, en s'élevant l'air se refroidit et de gigantesques nuages se forment par condensation de l'excès de vapeur d'eau. Ces nuages engendrent des pluies abondantes sur le versant sud des Alpes. Des moyennes de 150 mm d'eau en 24 heures ont été mesurées, le Val Onsernone a même connu un épisode de 24 heures avec 360 mm d'eau.
La condensation est exothermique Ainsi l'air qui est refroidi en s'élevant ne l'est que partiellement de par cet apport calorique dû à la condensation. Une masse d'air perd un degré par tranche de 100 mètres, dans ce cas de vent de fœhn, les masses d'air ne perdent que 0,5 degré par tranche de 100 mètres. Cependant en descendant sur l'autre versant l'air se réchauffe d'environ 1 degré par 100 mètres. L'air se réchauffe sur le versant, il évapore aussi toutes les brumes, c'est pourquoi lors d'épisode de fœhn on observe une atmosphère assez limpide avec une forte visibilité. On appelle mur de fœhn la barrière de nuages présentes sur la ligne de crête, les nuages du versant sud s'évaporant dès que l'air plonge dans les vallées du nord. 
Le fœhn n'affecte pas tout le plateau, en effet il arrive qu'il glisse par-dessus une masse d'air froide installée sur le plateau. Le fœhn ne passe alors que sur les sommités du plateau telles le Napf et le Gibloux. On parle aussi de vallées à fœhn pour évoquer notamment les sillons des vallées du Rhin et du Rhône qui sont les plus influencés par ce vent. 
Ce vent est principalement fréquent au printemps et en automne, il est très rare au cours de l'été. Différents effets lui sont imputables : élévation de température moyenne (plus chaud à Altdorf que Winterthour, même altitude), la fonte rapide des neiges (un effet de fœhn de 24 heures équivaut à 15 jours de soleil), conditions végétations différentes (vigne, châtaigniers, mais). Des dégâts peuvent aussi survenir sur les maisons et les forêts de par la violence et l'irrégularité du vent. En 1861, à Glaris, un incendie a été propagé par un fœhn.

### Brise
Différents types de brise sont présents en Suisse.

## Organisation fédérale
Sous l'impulsion de l'Académie suisse des sciences naturelles, le relevé systématique des précipitations débute en 1863. En 1881, l'Institut suisse de météorologie est fondé, il deviendra par la suite l'Office fédéral de météorologie et de climatologie. Très vite, il reprend les stations climatologiques et les diverses stations pluviométriques cantonales. Au début du XXe siècle, 350 stations sont présentes.
- stations pluviométriques : 342 en 2005 ;
- stations climatiques : 25 en 2005.

### Sources et bibliographie
- Stephan Bader et Pierre Kunz, Climat et risques naturels - La Suisse en mouvement, PGeorg éditeur, Genève, 1998,  (ISBN 3728126063) (OCLC 604184908).
- Université de Berne, Atlas hydrologique de la Suisse, Berne, 2007.
- Oscar Bär, Géographie de la Suisse, Vevey, Éditions Delta, 1976 [détail des éditions].